# Passeig de Sant Antoni (Tarragona)
El Passeig de Sant Antoni és una obra de Tarragona protegida com a Bé Cultural d'Interès Local.

## Descripció
Passeig que segueix la muralla romana, des del Palau d'August o Torre de Pilats fins al Portal de Sant Antoni. Es coneix amb aquest nom des del 1889.
El desnivell existent entre la Via Augusta i el portal de Sant Antoni fa que s'utilitzin les escales com una solució arquitectònica molt encertada.